# تپه مدرس یک
تپه مدرس یک مربوط به دوران پیش از تاریخ ایران باستان است و در شهرستان شوشتر، ۴ کیلومتری شرق پاسگاه انتظامی مدرس واقع شده و این اثر در تاریخ ۹ اردیبهشت ۱۳۸۲ با شمارهٔ ثبت ۸۳۶۰ به‌عنوان یکی از آثار ملی ایران به ثبت رسیده است.